# ولف ویل
ولف ویل (به انگلیسی: Wolfville) یک شهرک در کانادا است.

## خصوصیات
ولف ویل ۴٬۲۶۹ نفر جمعیت دارد.